# Juliette, je t'aime
Juliette, je t'aime (Maison Ikkoku) est l'adaptation française d'un anime japonais en 96 épisodes de 25 minutes, créé en 1986 par le studio Studio Deen, produit par Kitty Films d'après le manga Maison Ikkoku de Rumiko Takahashi.  Au Japon, la série est diffusée du 26 mars 1986 au 2 mars 1988 sur Fuji TV. 
En France, la série est diffusée à partir du 5 septembre 1988 dans l'émission Club Dorothée sur TF1, rediffusée sur TMC, Mangas, en 2005 sur AB1 et fin mai 2006 sur NT1.
Akemi Takada s'est occupée du character design et Kenji Kawai a signé certaines des compositions de la série.

## Synopsis
La pension des Mimosas, lieu d'habitat peu confortable, abrite des locataires loufoques : Pauline, une mère qui a un fort penchant pour l'alcool, Charlotte qui frise souvent l'exhibitionnisme, Stéphane l'homme vénal et mystérieux et Hugo, étudiant en difficulté qui tente d'entrer à l'université.
À son arrivée, Juliette Rozier devient la nouvelle responsable de la Pension des Mimosas. Hugo tombe amoureux d'elle, mais rencontre un rival sur sa route : François, un fringant et séduisant entraîneur de tennis qui est également attiré par Juliette. Si on y ajoute toutes les difficultés que peuvent poser les autres pensionnaires, l'opération séduction de Hugo ne sera pas de tout repos...

## Changements dans la VF
Comme la plupart des animes adaptés en France à l'époque, Maison Ikkoku a subi une plus sévère adaptation qu'une simple traduction pour devenir Juliette, je t'aime. On peut notamment mentionner :
- la francisation systématique des noms japonais des personnages ;
- la suppression de la mention des toponymes japonais ou leur francisation (alors que les images présentent toujours bien un environnement urbain typiquement nippon) ;
- le remplacement des génériques originaux accompagnés de chansons en japonais ou en anglais par un générique fait d'extraits de la série et une chanson en français, interprétée par Bernard Minet, dont le thème musical est sans rapport avec les musiques originales de l'œuvre ;
- la suppression de nombreuses mentions à l'alcool (y compris parfois par la suppression de scènes), pourtant abondamment consommé par les principaux protagonistes, et ce même lorsque l'ivresse est à l'origine du comportement de certains personnages, rendant par conséquent ces comportements difficilement compréhensibles ;
- le changement de sens de nombreuses répliques, altérant plusieurs aspects de l'histoire originelle (comme lorsque Kentarô dira dans la VF que son père est parti du foyer familial, alors que l'oeuvre originale le présente comme toujours présent mais discret au point d'être invisible aux yeux des résidents), dénaturant nombres de situations comiques basées sur des quiproquos (comme lorsque Mitaka fera une demande en mariage à Kyôko en lui disant qu'il la souhaite comme partenaire pour la vie et qu'elle comprend qu'il la veut pour faire une équipe de double sur le circuit professionnel du tennis, là où la VF fera répondre la protagoniste par un refus catégorique de se remarier), ou faisant l'impasse sur des comportements socio-culturels (comme lorsque Yûsaku s'étonne du fait que Kozue lui ait fait porter une cravate et ait acheté un melon, sous-entendant une certaine importance dans le rendez-vous qu'ils ont tous les deux, ce à quoi le texte de la VF ne fera pas mention) ;
- dans la version française, la Maison Ikkoku est rebaptisée « Pension des Mimosas » en référence au film de Henri-Georges Clouzot L'assassin habite au 21, sorti en 1942, où l'intrigue se situe dans une pension de famille du même nom. Celui-ci faisait également écho au film Pension Mimosas de 1935 de Jacques Feyder, avec Arletty et Françoise Rosay.

## Épisodes

### Première saison
1. Une nouvelle venue "Juliette" • Hugo, 18 ans, étudiant, essaye de réviser ses examens. Il loge dans une pension de famille, les Mimosas. Mais les autres pensionnaires, Pauline, Charlotte et Stéphane, font toujours la fête dans sa chambre, l’empêchant ainsi de se concentrer. Excédé, il décide de quitter la pension au moment où arrive Juliette, 20 ans, la nouvelle responsable. Hugo tombe immédiatement sous son charme. Juliette s'installe donc à la pension, avec son chien Maxime. Plus tard, à cause des trous dans les murs dans la chambre d’Hugo, Juliette le prend pour un voyeur…
2. Qui est le Roméo de Juliette ? • Pour Noël, Hugo achète une broche pour Juliette. Pendant ce temps, Juliette répare le toit de la pension et s’endort. Hugo monte sur le toit pour la retrouver, mais il se met à pleuvoir et les deux manquent de glisser et de tomber. Hugo la rattrape mais Juliette le gifle. Peu après, Hugo essaye de trouver un moment seul avec Juliette pour lui offrir son cadeau de Noël…
3. Enfin seul avec Juliette • Une nouvelle année commence. Hugo se lamente auprès de ses amis sur son incapacité à séduire Juliette. Cette dernière essaye de convaincre Pauline, Charlotte et Stéphane de ne pas se moquer de Hugo sur ses examens. Mais les autres ne l’entendent pas de cette oreille. Plus tard, l’électricité est coupée dans la maison. Juliette et Hugo vont dans le grenier pour essayer de rétablir le courant et découvrent l’histoire de la pension des Mimosas.
4. Hugo et ses examens • C'est la période des examens d’entrée à l’université. Hugo s’est inscrit à beaucoup d’examens. Comme à leur habitude, Pauline, Stéphane et Charlotte doutent de la capacité de Hugo à réussir. Charlotte parie qu’il va tous les rater ! Seule Juliette croit en Hugo et l’encourage tous les matins. Plus tard, Hugo sèche un examen mais Juliette et Pauline le retrouvent dans un restaurant. Souhaitant qu’il réussisse, Juliette l’accompagne alors à son épreuve.
5. Hugo s'est enfui de la pension des Mimosas • Hugo décide de ne pas retourner à la pension des Mimosas tant qu’il ne sera pas admis à l’université. Il décide de vivre chez son ami Marc. N’ayant pas d’affaires, il retourne discrètement à la pension pour en récupérer quelques-unes. Mais il se fait surprendre par Stéphane et essaye d’éviter Juliette, qui se fait du souci pour lui. Plus tard, la grand-mère de Hugo vient le voir mais elle n'est pas au courant de l'absence de son petit-fils. Juliette et la grand-mère de Hugo vont alors à l'école, pour lire l'affichage des résultats et voir si ce dernier a réussi ses épreuves…
6. Le secret de Juliette • Hugo commence ses cours à l’université. Mais il pense trop à Juliette. Après l’avoir rencontrée dans un bois, il essaye de lui prendre la main mais rate à chaque fois. De son côté, Pauline se moque encore de Hugo. Le dimanche qui suit, Juliette reçoit la visite de son beau-père. Pendant que Juliette passe un moment avec son beau-père, Hugo s’occupe de Marina, la nièce de Juliette. Puis ils décident d’aller tous ensemble au cimetière. Hugo découvre alors la tombe de Maxime, qui est le mari défunt de Juliette.
7. L'image de Maxime • Hugo rêve que Juliette vit encore avec Maxime et comprend alors que son amour pour Juliette est irréalisable. De son côté, Pauline propose une liste de prétendants pour que Juliette se remarie. Mais cette dernière refuse car elle pense encore à Maxime. Le beau-père de Juliette appelle Juliette et lui demande si Marina peut prendre des cours particuliers avec Hugo. Ce dernier accepte. La petite fille, au lieu de travailler, lui pose des questions indiscrètes et lui montre un album photo où on voit Maxime mais la photo est déchirée, et une autre photo avec Juliette jeune.
8. Hugo se jure d'y arriver • Hugo reste persuadé qu’il va conquérir le cœur de Juliette, malgré le fait qu’elle pense encore à son mari disparu. Désespéré, il va boire un verre avec Marc. Le soir, à la pension, Charlotte revient soûle, et s’endort dans l’entrée. Pendant que Pauline et Juliette aident Charlotte, Hugo et Marc rentrent à la pension, soûls eux aussi. Hugo monte sur le mur et hurle qu’il aime Juliette. Il la prend dans ses bras et la ramène dans sa chambre mais il tombe de sommeil. Après ça, Juliette lui fait la tête.
9. Le mystérieux professeur de tennis • Juliette fait toujours la tête à Hugo. Pour lui changer les idées, deux amies proposent à Juliette et Pauline d’aller jouer au tennis samedi matin. Sur le court, elles découvrent le professeur, qui fait craquer toutes les filles : François. Juliette s’avère être une très bonne joueuse de tennis. Pendant ce temps, Hugo fait une livraison mais s’arrête aux terrains de tennis et découvre que Juliette joue avec François… Plus tard, François est invité à prendre un verre avec les pensionnaires. Hugo, jaloux, réitère sa déclaration à Juliette, en présence de François.
10. Maxime sème la zizanie • Pour faire une livraison, une collègue de Hugo lui donne l’adresse de son client. Plus tard, Hugo propose à Léo, le fils de Pauline, d’aller à la plage. Ils réussissent à convaincre Juliette de les accompagner. Au moment de partir, Marina est aussi du voyage. Mais à la grande surprise de Hugo, François arrive en voiture à la pension. La rivalité entre les deux hommes est visible. Lors du trajet, François se rend compte que Maxime, le chien de Juliette est dans la voiture. Sauf que François a peur des chiens ! Lors de l’après-midi à la plage, Hugo va utiliser Maxime à son avantage…
11. Le premier amour de Léo • Hugo se moque de Léo car il refuse d’aller jouer avec ses amis. Léo lui répond qu’il a eu un bisou de Juliette et lui montre qu’il lui a piqué son carnet secret. De son côté, Juliette doit aller chercher Marina à la gare. Léo se joint à Juliette. Plus tard, pendant que Marina travaille avec Hugo à la pension, Léo aimerait travailler avec eux pour être avec Marina. Mais il est trop timide… L'après-midi, Juliette veut aller faire des courses pour préparer un diner à Hugo. Marina l’accompagne, et Léo et Hugo se joignent à elles…
12. Labyrinthe amoureux • Hugo surprend François qui attend devant la pension des Mimosas. Celui-ci a rendez-vous avec Juliette. Mais Hugo avait prévu de proposer à Juliette d’aller au cinéma. Avec ses deux billets, il essaye alors de trouver une autre personne. Sa collègue de travail (voir épisode 10) l’aborde. C’est Suzanne. Voyant les tickets de cinéma, elle s’invite. Au détour d’une rue, Hugo voit Juliette et François en panne.  Les deux couples font connaissance. Suzanne se montre entreprenante, laissant Juliette dubitative. François en profite pour enfoncer le clou. Dans la soirée, Juliette voit Hugo et Suzanne sortir du cinéma. Juliette est jalouse à son tour. En rentrant le soir à la pension, Hugo hésite entre les deux femmes…
13. Hugo et ses conquêtes • A l’université, une étrange femme surveille Hugo. Ce dernier se prend pour un playboy. Après le déjeuner, la jeune femme aborde Hugo, qui pense qu'elle est amoureuse de lui. En fait, c’est la directrice du club de marionnettes, qui le recrute pour la fête annuelle. Hugo rencontre donc les membres du club. A la pension, Pauline parle de Hugo à Juliette. Cette dernière affirme se désintéresser de lui. Plus tard, les appels incessants à la pension de plusieurs jeunes femmes excèdent Juliette. Elle installe alors un téléphone libre dans le couloir, pour éviter d’être dérangée par les conquêtes de Hugo.
14. Le premier rendez-vous de Juliette et de Hugo • Hugo donne des cours particuliers à Marina. Quand Hugo rentre à la pension, il surprend Juliette endormie. Il hésite à lui poser la main sur le genou, mais se reprend au moment où Juliette se réveille. Hugo invite Juliette au restaurant. Ils se réjouissent tous les deux de passer une soirée ensemble, d’autant que Juliette fête sa première année à la pension des Mimosas. Le soir, Juliette arrive au restaurant où tous les pensionnaires, ainsi que François, l’attendent. Mais elle ne voit pas Hugo, qui l’attend dans un autre restaurant. Juliette se rend compte qu’elle s’est trompée de restaurant. Hugo et Juliette vont se croiser sans se voir et s’attendent mutuellement.
15. Le prince et la princesse • Hugo est au club de marionnettes, et rêve de Juliette. Il l’invite à la fête annuelle de l’université. Le soir, Hugo se fait encore embêter par Stéphane et Charlotte. Le lendemain, tous les pensionnaires vont à la fête annuelle. Hugo fait un spectacle de marionnettes, auquel Juliette assiste. Il interprète le prince. Mais les enfants s’ennuient. Hugo propose à Juliette de jouer la marionnette de la princesse, mais de peur, elle refuse. En fait, elle s’avère être très douée, et Hugo, troublé par la présence de Juliette, improvise ses dialogues. Finalement, les enfants rigolent et le spectacle est un succès !
16. Qui prendra soin de Juliette ? • En mangeant, Hugo casse ses baguettes, ce qui porte malheur. Au tennis, Juliette se foule la cheville. De retour à la pension des Mimosas, Juliette a une cheville bandée. François s’occupe d’elle, mais les autres pensionnaires viennent les déranger. Hugo, découvrant Juliette alitée, pense que c’est de sa faute, dû à sa malchance. Mais François prend la faute sur lui. Pour se faire pardonner, tout le monde va cuisiner pour Juliette et se battre pour s’occuper d’elle…
17. Le premier amour de Juliette • Un jour de pluie, Hugo rêve que Juliette vient le chercher à la gare avec un parapluie. De son côté, Juliette rencontre Suzanne. Elles discutent toutes les deux de Hugo et de la jeunesse de Juliette. Celle-ci se remémore comment elle a abordé et séduit Maxime. Plus tard, dans la soirée, elle ouvre un album photo de sa vie avec son défunt mari. Le lendemain, Pauline et Juliette espionnent Hugo qui téléphone à Suzanne… Juliette se pose des questions sur les sentiments de Hugo envers elle. Peu après, Hugo voit Suzanne pour qu’elle lui raconte la discussion entre elle et Juliette.
18. Quel est le secret de Juliette ? • Décembre. Juliette ne se montre pas et reste cloîtrée dans sa chambre depuis plusieurs jours. De son côté, Hugo fait ses comptes et prévoit d’acheter un cadeau de Noël pour Juliette. Il choisit des boucles d’oreille. Ensuite, il a rendez-vous avec Suzanne. Celle-ci lui offre un bonnet. À contrecœur, Hugo choisit de lui offrir les boucles d’oreilles, mais il se retrouve sans rien pour Juliette. En rentrant, Juliette se montre enfin et offre son cadeau de Noël à Hugo : une écharpe. Hugo cherche partout dans sa chambre un cadeau qu’il peut offrir à Juliette, et retrouve la broche (voir épisode 2). Mais Hugo découvre qu’il n’est pas le seul à avoir reçu une écharpe de la part de Juliette…
19. Une soirée en amoureux • Chacun discute de ce qu’il va faire pour le nouvel an. Alors que certains pensionnaires partent en vacances, Charlotte et Juliette ont prévu de réveillonner ensemble. Hugo, qui n’a rien prévu, réussit à s’inviter. Plus tard, Charlotte est invitée au ski par des amis. Elle annule son réveillon avec Juliette. De peur de se retrouver seule avec Hugo, et pour se rassurer, Juliette pense à Maxime. Plus tard, Juliette fait exprès de ne pas dire à Hugo que Charlotte est partie. Le soir venu, Hugo découvre l’absence de Charlotte, et se rend compte qu’ils sont donc en tête à tête. Hugo va alors essayer de se rapprocher de Juliette…
20. Hugo reviendra-t-il un jour ? • Alors que tout le monde revient des vacances de fin d’année, Hugo reste absent. Il appelle Juliette pour la prévenir qu’il prolonge son séjour chez sa famille. En vérité, il s’est fait un œil au beurre noir au jouant au rugby, et ne veut pas qu’elle le voit comme ça. Pauline, Charlotte et Juliette discutent de Hugo. Le lendemain, François se rapproche de Juliette mais celle-ci s’inquiète que Hugo ne soit toujours pas rentré. De son côté, lors d’une livraison, Hugo se fait un deuxième œil au beurre noir. Il décide alors de prolonger encore son absence, et les pensionnaires des Mimosas s’ennuient de lui…
21. Une nouvelle petite Juliette • Hugo fête la nouvelle année avec Marc. Le lendemain, une petite chatte blanche vient gratter à la fenêtre de chez Marc. Il la nomme Juliette et propose que Hugo l’adopte, mais ce dernier répond qu’il n’a pas le droit d’avoir un animal de compagnie à la pension. Discrètement, Hugo ramène la chatte dans sa chambre. Charlotte et Stéphane comprennent que Hugo a un chat chez lui. Plus tard, Pauline surprend Hugo au téléphone qui dit que Juliette dort avec lui… Pauline le répète à Juliette qui, furieuse, va voir Hugo dans sa chambre et lui demande des explications. Elle trouve alors de la pâtée pour chat sous le bureau de Hugo...
22. Le départ de Juliette - 1re partie • Hugo est suivi par un homme mystérieux, qui s’avère être le père de Juliette. Les parents de Juliette lui demandent de passer les voir, mais la réunion familiale se passe mal : les parents de Juliette veulent que leur fille revienne vivre avec eux. Ils reprochent à Juliette de vivre dans le passé (le propriétaire de la pension des Mimosas est le père de Maxime); que les pensionnaires sont des fous; et que la pension est délabrée. En effet, la maison tombe en ruines. Juliette décide de faire des travaux de rénovation. Pendant ce temps, la mère de Juliette annonce aux locataires que Juliette a démissionné…
23. Le départ de Juliette - 2e partie • La mère de Juliette a annoncé aux locataires que Juliette est partie. Des déménageurs viennent retirer toutes les affaires de Juliette. C’est un drame pour tous les pensionnaires des Mimosas. Stéphane est alarmiste, Pauline n’y croit pas et lui en veut, Hugo est déprimé. Alors que Juliette revient à la pension, elle découvre sa chambre vide. Stéphane lui explique la situation. Juliette est furieuse ! Pendant ce temps, les pensionnaires noient leur chagrin comme ils peuvent. Mais Juliette revient et rassure les habitants. Hugo fond en larmes sur ses genoux. Cependant, les parents de Juliette n’ont pas dit leur dernier mot…
24. Deux ans déjà • Hugo et Suzanne prennent un verre. Suzanne demande à Hugo de mettre une cravate. De leur côté, les parents de Juliette et son beau-père passent prendre Juliette à la pension. En parallèle, Suzanne amène Hugo à la maison familiale pour le présenter à ses parents. Hugo est très mal à l’aise. De leur côté, Juliette et sa famille se recueillent sur la tombe de Maxime, disparu depuis deux ans. Les parents discutent de l’avenir de Juliette, et lui demandent de reprendre son nom de jeune fille pour pouvoir se remarier. Mais Juliette refuse et souhaite rester attachée à Maxime. Dans la chambre de Suzanne, Hugo est très gêné car il ne veut pas s’engager. Sur le chemin du retour, Juliette et sa famille se disputent.
25. La stratégie de François • Pendant une leçon de tennis, François comprend que Juliette est déprimée. La discussion dévie et aboutit sur la décision de faire un match en double : François / Pauline face à Hugo / Juliette. Lors d’un échange au filet entre Juliette et François, il lui demande d'être sa partenaire pour la vie. Juliette refuse car elle ne désire pas se remarier. Aucunement affaibli, François insiste et emmène Juliette, le lendemain, au bord de la mer, et lui réitère son amour. Il lui promet une vie de rêve, mais Juliette hésite toujours. Il répond qu'il est prêt à l'attendre. En parallèle, Hugo est chez les parents de Suzanne, qui parlent également de mariage…
26. Juliette change d'attitude • Juliette revoit une de ses anciennes amies, qui est devenue maman et lui fait la morale, ce qui la fatigue. Elle en a assez qu’on lui parle de remariage et pense à ses deux soupirants : Hugo et François. Elle retourne dans sa chambre et fait le point sur son avenir. Après une discussion avec Pauline à propos de Hugo, Juliette s’énerve. Mais Juliette est perdue et ne sait plus ce qu’elle doit penser. Suzanne vient à la pension et Juliette est jalouse. Elle accepte alors un rendez-vous avec François, mais Juliette le surprend en mauvaise posture…  
Cette saison se termine avec Juliette qui n’arrive pas à oublier son mari défunt, qui n'a plus confiance en François, et pense également que Hugo est engagé avec Suzanne.

### Deuxième saison
1. (27) Maxime a disparu • Lors d’une promenade avec son chien, Juliette, nostalgique, repense à Maxime, qui a décidé d’adopter un gros chien blanc. Elle le revoit le promener au soleil couchant. Après le décès de Maxime, Juliette donne ce prénom au chien. Plus tard, Léo demande à Juliette s’il peut lui aussi promener Maxime. Mais le jeune garçon perd le chien. Honteux, il l’avoue à Juliette, qui ne s’inquiète pas. Pourtant Léo se sent coupable. Le lendemain, Hugo part à la recherche de Maxime. Plusieurs jours passent et le chien ne réapparaît pas. Hugo continue de chercher Maxime, sans succès. Mais un soir, Juliette revoit la silhouette d’un homme, avec un chien, se promenant au soleil couchant…
2. (28) Le père de Léo • Le matin, Léo part à l’école. Ensuite, un petit monsieur inconnu sort de la pension et dit bonjour à Juliette. Quelques secondes plus tard, Pauline sort à son tour et lui court après… Juliette devine que c’est Fernand, le mari de Pauline, le père de Léo. Le soir, Léo revient en annonçant qu’il y a une course des parents d’élèves dans son école. Mais sa mère n’est pas motivée. Le père de Léo discute avec Pauline pour la convaincre de participer à la course, mais celle-ci refuse. Léo propose donc à Hugo et Juliette de les remplacer. Mais lors de l’entraînement, Hugo se blesse. Les parents participent donc finalement à la course, au grand dam de Léo…
3. (29) La grande nuit de la peur • Tout le monde se déguise pour le festival d’Automne. Juliette est en Geisha, et Stéphane a maquillé Hugo en chat vampire. Mais ça ne plait pas à Juliette, qui refait le maquillage de Hugo. Alors qu’elle n’a pas fini, on l’appelle pour qu’elle aille se cacher dans un puits. Se trompant d’endroit, elle tombe dans un vrai puits assez profond. Hugo la retrouve, mais tombe dans le puits avec elle. François cherche Juliette et tombe, à son tour, dans le puits avec eux. Au fur et à mesure que la nuit avance, tout le monde va se retrouver coincé au fond du puits…
4. (30) Le mariage • François et Juliette parlent d’un mariage. Pauline est témoin de la scène. De son côté, Hugo regarde les prix des logements pour un ami. Charlotte et Stéphane, mis au courant par Pauline, le disent à Hugo qui ne les croit pas. Pauline souhaite en parler directement à Juliette, mais un coup de téléphone de François l’en empêche. Pauline confirme l’info à Hugo qui décide de quitter la pension. Il trouve un logement, déjà occupé par une jeune femme, pas très pudique. Plus tard, un colis est livré pour lui aux Mimosas. Juliette insiste pour l’apporter directement à Hugo, mais personne ne connaît sa nouvelle adresse…
5. (31) On finit toujours par regretter • Juliette rencontre la jeune femme qui habite avec Hugo. Ce dernier, au courant que c’est finalement du mariage de la sœur de François dont il s’agissait, appelle Juliette, qui refuse de lui parler. De son côté, Hugo a des problèmes avec la mari de la jeune femme. Il quitte donc le logement et souhaite retourner aux Mimosas. Mais Juliette lui dit qu’il n’y a plus de chambre disponible. Plus tard, regrettant sa décision, et devant les remontrances de Pauline, elle part à la recherche de Hugo...
6. (32) Le cadeau empoisonné • Une nuit, Stéphane surgit dans la chambre de Hugo et lui confie un œuf. Puis il disparaît. Au réveil, Hugo se rend compte que ce n’était pas un cauchemar. Pauline, Charlotte, Juliette et Hugo essayent de comprendre pourquoi Stéphane a donné un œuf à Hugo. Chaque protagoniste va essayer de savoir ce qu’il y a dans cet œuf, essayer de le casser ou bien de le protéger. Un matin, dans sa chambre, Hugo découvre dix œufs supplémentaires, tous marqués d’un signe…
7. (33) La lettre • Le beau-père de Juliette remet le journal intime de Maxime à Hugo et lui demande de le transmettre à Juliette. Hugo hésite, car il ne veut pas que Juliette repense à son ex-mari. Le lendemain matin, Hugo se décide enfin à donner le journal à Juliette. Celle-ci ouvre le livre et découvre que le journal parle beaucoup de cuisine, mais pas vraiment d’elle. Elle est déçue. Elle tombe alors sur une page où il y a un espace vide, qui parle d'une lettre. Ne se rappelant pas de lui avoir écrit une lettre, Juliette pense alors que Maxime était amoureux d’une autre femme...
8. (34) La stratégie de grand-mère • La grand-mère de Hugo est à la pension. Elle discute avec Juliette puis accompagne Hugo partout, même lorsqu’il est avec Suzanne. Hugo est mal à l’aise en sa présence. Le soir, dans la chambre de Hugo, Stéphane, Pauline, Charlotte et la grand-mère discutent du choix d’une fiancée pour Hugo. Plus tard, la grand-mère va même sur le court de tennis pour discuter avec François. Sur un malentendu, François invite Juliette, Hugo et sa grand-mère chez lui. Juliette est impressionnée par le niveau de vie de François. Hugo reste toujours méfiant à l’égard de François...
9. (35) La poursuite infernale • La grand-mère de Hugo organise tout un programme pour Juliette et Hugo, pour le prochain dimanche après-midi. Hugo le prend mal au début, mais voyant que Juliette a accepté, il est heureux. Le jour J, Juliette promet de suivre le programme à la lettre. Mais à chaque endroit où ils vont, ils se retrouvent avec un des pensionnaires des Mimosas : Stéphane au cinéma, Pauline dans un magasin de jouet, Charlotte au restaurant. Comprenant que tout est manigancé, ils vont essayer de les fuir tout au long de la journée…
10. (36) Un amour déçu • Rodolphe, le petit ami de Charlotte, rompt avec elle sans ménagement, en lui laissant juste un briquet. En rentrant aux Mimosas, elle s’effondre sur le seuil. Hugo l’amène dans sa chambre mais Charlotte divague et embrasse Hugo, puis Juliette. Le lendemain, ayant repris ses esprits, elle donne le briquet à Hugo. Un soir, Stéphane dîne avec Rodolphe pour essayer d’arranger la situation. Plus tard, Charlotte et Rodolphe se revoient. Elle essaye de le quitter mais Rodolphe lui impose un ultimatum…
11. (37) Une mascarade impromptue • Un dimanche, les pensionnaires des Mimosas s’ennuient. De son côté, Juliette reçoit un miroir. En cherchant des affaires à essayer, elle retrouve son uniforme de lycéenne ; ce qui la fait penser à Maxime. Nostalgique, elle décide de le porter à nouveau. Les pensionnaires la surprennent et elle se laisse entraîner dans une journée déguisée. Pauline s’habille également en lycéenne, Charlotte en infirmière et Stéphane en... fantôme (!). Mais tout se gâte quand François vient à la pension et découvre les locataires déguisés…
12. (38) Les angoisses de Suzanne • Suzanne discute avec deux amies. Les deux jeunes femmes ne sont pas convaincues de la relation entre Hugo et Suzanne. Plus tard, Hugo, plutôt bien habillé, s'apprête à partir quand Juliette lui réajuste sa cravate, suggérant qu’il aurait besoin d’une femme à ses côtés. En réalité, Hugo a rendez-vous avec Suzanne au zoo, mais leur rendez-vous est une déception pour Suzanne. Perdue, elle discute avec François de sa situation avec Hugo. Alors que François raccompagne Suzanne, il lui met la main sur l’épaule, ce qui ne laisse pas Suzanne indifférente. Caché derrière un arbre, Stéphane les observe…
13. (39) La pierre de Noël • Quelques jours avant Noël, lors d’un grand ménage, Juliette découvre une pierre bleue au fond d’un placard. Elle demande l’aide de Hugo pour trouver l'origine de la pierre. Cherchant à la librairie, Hugo retrouve Suzanne. Celle-ci en profite pour dire à Hugo qu’elle aimerait bien un bijou comme cadeau. Hugo confie la pierre à Marc. Pendant ce temps, chez le beau-père de Juliette, ce dernier conseille à Juliette d’oublier Maxime, pendant qu'à l'étage, Marina parle de la pierre à Hugo…
14. (40) Joyeux Noël • Hugo a découvert que la pierre bleue était un cadeau de Maxime à Juliette. Pendant que tous les pensionnaires fêtent le réveillon de Noël dans un café, Hugo retrouve Marc qui lui avoue avoir oublié la pierre dans un train. Alors qu’ils essayent de la retrouver aux objets trouvés, de son côté, Juliette s’inquiète beaucoup pour Hugo et ne participe pas du tout à la fête avec les autres. Hugo et Marc retrouvent la pierre, mais Hugo en oublie, à son tour, son sac dans le train…
15. (41) Vive le bon air • Tous les pensionnaires partent en week-end à la montagne, mais ils sont tous déçus du logement que Pauline a loué. Ils décident alors d'aller se baigner dans un Sentō (bain public) et Hugo manque de se noyer. Le soir, Pauline, Stéphane et Charlotte font la fête pendant que Hugo et François se disputent Juliette. Plus tard, alors que tout le monde dort, seul Hugo est réveillé. Il essaye de se rapprocher de Juliette…
16. (42) Hugo se casse la jambe • Après un rendez-vous avec Suzanne, Juliette trouve que Hugo a un air triste. Sur les conseils de Marc, il essaye de dire à Suzanne qu’il souhaite arrêter de la voir mais n’y arrive pas. A la pension des Mimosas, Juliette répare le toit et demande à Hugo ce qui le préoccupe. Hugo refuse de lui en parler. Juliette glisse du toit et Hugo la rattrape mais, assis sur le balcon, il tombe à son tour et se casse la jambe. Pendant que Juliette culpabilise, les autres pensionnaires vont voir Hugo à l’hôpital, ainsi que Suzanne. Mais Hugo n’attend qu’une visite : celle de Juliette…
17. (43) Les rivaux • Juliette rend visite à François et Hugo, qui sont dans la même chambre d’hôpital, tous les deux avec une jambe cassée. Pendant que Hugo va passer une radio, accompagné de Pauline, François en profite pour avouer ses sentiments à Juliette, mais celle-ci pense encore à Maxime. Un peu plus tard, les élèves de François arrivent à l’improviste, ainsi que Suzanne pour Hugo. Les voyant entre de bonnes mains, Juliette décide de quitter l’hôpital. Mais Hugo et François n’ont pas fini de rivaliser…
18. (44) Le passé inavoué de Stéphane • Dans le grenier de la pension des Mimosas, Léo trouve un album avec des photos historiques… où l’on voit Stéphane ! Juliette et Hugo discutent sur Stéphane et se rendent compte qu’ils ne savent rien sur lui, et même qu'il utilise des faux noms pour payer son loyer. Les pensionnaires élaborent un plan pour suivre Stéphane et trouver des informations sur lui. Charlotte, en désaccord avec cette idée, lui raconte tout. Stéphane décide alors de leur jouer un tour…
19. (45) Un amour véritable • A l’université, comme Hugo a raté des examens, il risque le redoublement. Juliette pense que c’est de sa faute s’il s’est cassé la jambe et a raté les cours. Elle décide de s’occuper de tout pour Hugo, pour lui laisser le temps de réviser calmement, y compris empêcher les autres pensionnaires d’embêter Hugo. Dans ce cas, Pauline, Charlotte et Stéphane squattent alors la chambre de Juliette pour organiser leur soirée, en empêchant Juliette de dormir…
20. (46) Une course pour Juliette • Tout le groupe décide d’aller à la patinoire. François et Hugo se vantent pour attirer l’attention de Juliette. A la surprise générale, ni l’un ni l’autre ne sait patiner alors que Pauline, Juliette, Marina et Léo se débrouillent bien. Charlotte et Stéphane, très bons patineurs, essayent même de les aider mais ils refusent. Juliette se propose de donner un cours à l’un des deux hommes. Hugo et François décident donc de faire la course et le gagnant sera avec Juliette…
21. (47) Juliette se fâche • Hugo et Marc ont trouvé un job de serveurs, et Marc loge chez Hugo, à la pension des Mimosas. Juliette les invite à dîner dans sa chambre. Pour la remercier en retour, Marc invite Juliette dans le restaurant où ils travaillent. Le lendemain soir, Juliette vient au restaurant. Mais les trois autres locataires viennent dîner également dans le restaurant et s’avèrent insupportables. Juliette essaye de réconforter Hugo, mais le prévient que Pauline, Charlotte et Stéphane ne comptent pas payer l’addition…
22. (48) L'oreiller de Juliette • Juliette est partie chez ses parents, pour soigner sa mère. Les pensionnaires des Mimosas s’habituent à son absence, sauf Hugo. Au bout de plusieurs jours, Juliette annonce à ses parents qu’elle doit rentrer aux Mimosas, en prétextant qu’elle peut dormir uniquement sur son oreiller anti-allergique. Sa mère appelle donc la pension pour qu’on apporte l’oreiller chez eux. Hugo se dévoue pour accomplir cette mission, mais face aux parents de Juliette, il apparaît très stressé…
23. (49) Comment supporter les chiens en 10 leçons • Au cinéma, François regarde un film, mais il sort de la salle lors d’une scène avec un chien. Il croise Charlotte qui lui propose un rendez-vous. Il accepte et retrouve Charlotte à la gare de Shibuya, où se trouve une statue du chien Hachikō, mais François est incapable de le toucher. De retour à la pension, Pauline, Charlotte et Stéphane se rendent compte que celui qui veut vivre avec Juliette doit accepter son chien, Maxime. Ils élaborent alors une thérapie radicale pour soigner la peur de François…
24. (50) Les premiers soupirs de Juliette • Juliette prépare la chambre N°3 pour un nouveau pensionnaire. Ce dernier arrive le lendemain et se présente : Monsieur Maurice. Juliette et tous les locataires se retrouvent dans la chambre de Hugo pour une fête d’accueil en l’honneur de M. Maurice. Un après-midi, M. Maurice discute avec Stéphane, puis plus tard avec Juliette, et le soir avec Hugo. Peu de temps après, des rumeurs étranges commencent alors à circuler, et cela crée la panique à la pension…
25. (51) Un bruit qui court • La rumeur de la destruction de la pension des Mimosas fait beaucoup parler les locataires. Plus tard, Hugo et François discutent sur le fait qu’un gymnase doit remplacer la pension, et Hugo dément l’autre rumeur : celle du remariage de Juliette. Suzanne apprend à Hugo que M. Maurice travaille dans une agence immobilière, qui serait peut être liée à la future destruction de la pension. Hugo et François mènent l’enquête, et soupçonnent M. Maurice. Ils en parlent à Juliette. Cette dernière n'y croit pas. Elle souhaite alors parler directement avec M. Maurice de « l’affaire des Mimosas »…
26. (52) Les tristes souvenirs de Juliette • C’est le 4ème anniversaire de la mort de Maxime. Comme à chaque fois, la famille de Juliette se réunit au cimetière. Mais Juliette est surprise car cette fois-ci, sa famille ne l’a pas questionné sur un futur remariage. En rentrant à la pension, Juliette fait un bilan personnel. Elle se sent de moins en moins mélancolique, et se rend compte que le changement est encore long pour oublier son ex-mari, mais réellement possible. Pourtant, les autres pensionnaires la trouvent triste. Juliette retourne au cimetière pour clarifier ses pensées. Pour en avoir le cœur net, Hugo la suit secrètement et se cache derrière la tombe de Maxime… 
Cette saison se termine avec Juliette qui progresse à faire le deuil de son mari, mais a encore du mal à l’oublier. Elle reconnait cependant être de plus en plus heureuse aux Mimosas, avec ses amis. Elle commence également à percevoir des sentiments pour Hugo. De son côté, François fait des efforts sur sa cynophobie pour espérer conquérir Juliette.

### Troisième saison
1. (53) La déclaration de guerre • Hugo se retrouve professeur stagiaire de Littérature dans le lycée où Juliette a été scolarisée. Lors de son premier jour, Hugo se présente timidement devant les lycéennes, qui se moquent de lui. Une lycéenne, Clémentine, prend sa défense devant la classe, et tombe amoureuse de Hugo. Plus tard, Hugo ramène un groupe de lycéennes pour leur faire visiter la pension des Mimosas, dont Clémentine. Celle-ci comprend tout de suite les sentiments entre Juliette et Hugo. Déterminée à conquérir Hugo, elle élabore alors un plan pour évincer Juliette…
2. (54) Le traquenard • Hugo rentre le soir à la pension, et Juliette lui pose des questions sur Clémentine. Celui-ci le prend très mal. Plus tard, Clémentine confie à Hugo un cahier où elle a écrit des « Je t’aime » partout. Malheureusement pour Hugo, Stéphane vole le cahier, qui finit entre les mains de Juliette. Celle-ci décide de ramener le cahier à Hugo. Juliette retourne donc à son ancien lycée, et y croise Clémentine. Juliette se montre très gentille avec elle, ce qui énerve Clémentine. Pour accélérer les choses, celle-ci tend alors un piège à Hugo…
3. (55) Une nouvelle intrigue de Clémentine • Malgré l’échec de son plan, Clémentine ne veut pas abandonner. Elle veut se marier avec Hugo ! Le lendemain, Clementine et trois autres amies débarquent à la pension. Les lycéennes repartent mais Clémentine reste et s’impose. Elle souhaite passer la nuit avec Hugo. Alors que Stéphane, Pauline et Charlotte l’acceptent en tant que nouvelle amie, Juliette et Clémentine se détestent cordialement. Hugo se fâche pour que Clémentine rentre chez elle, mais cette dernière se met alors en pyjama…
4. (56) On ne renonce pas facilement à son premier amour • C’est le dernier jour de Hugo comme professeur stagiaire. Les lycéennes doivent faire des comptes-rendus sur lui. De son côté, François reçoit la visite de son oncle qui insiste pour lui présenter une jeune fille. Peu après, François demande alors à Juliette si elle veut épouser Hugo, mais Juliette réfute cette idée. François est rassuré et propose de la raccompagner, souhaitant profiter de chaque moment avec elle. Au lycée, Clémentine s’excuse pour tous les problèmes qu'elle a causés à Hugo, et lui remet l’enveloppe avec les comptes-rendus. Plus tard, pour faire plaisir à son oncle, François accepte quand même de rencontrer Hortense...
5. (57) François se déclare • François découvre que Hortense a des chiens ! Il appelle alors Juliette pour lui avouer qu’il ne va pas s'engager avec Hortense et il lui réitère son amour et sa demande en mariage. Mais Hortense annonce à ses parents qu’elle souhaite se marier avec François. Quelques mois plus tard, un détective privé se présente à la pension des Mimosas. François comprend que ce dernier est envoyé par les parents de Hortense. Pour clarifier la situation, François demande à Juliette si elle a les mêmes sentiments pour lui. Surprise, Juliette ne répond rien. Il lui donne alors une semaine pour réfléchir…
6. (58) Juliette se pose des questions • Hortense aborde Juliette plusieurs fois pour essayer de lui parler de François, mais elle se ravise toujours. Plus tard, Juliette hésite entre François et Hugo. Heureuse de passer la soirée avec ce dernier, et en espérant qu'il la raisonnera sur sa décision envers François, Juliette attend Hugo toute la nuit. Hugo et Marc ne rentrent que le lendemain matin, après avoir écumé les bars. Juliette est triste et déçue. Elle part ensuite au rendez-vous de François, qui attend sa réponse. Exténuée de sa nuit banche, et stressée par le rendez-vous, Juliette s’endort à la table du café. François arrive, mais Hortense l’a précédé avec ses chiens…
7. (59) La déclaration d'amour par magnétophone • Alors que l’oncle de François veut forcer le mariage avec Hortense, Hugo comprend l’occasion qu’il a raté l’autre soir d’empêcher Juliette de donner sa réponse à François. À la suite de cela, Juliette boude Hugo. Plus tard, dans le jardin d’enfants où travaille Hugo, une petite fille nommée Juliette lui donne une cassette où elle a enregistré une déclaration d’amour pour lui. En parallèle, François voit Hortense et essaye de lui faire comprendre qu'il ne souhaite pas s'engager. Mais celle-ci comprend l'inverse. De son côté, Hugo se dit que s'enregistrer sur une cassette est un bon moyen de tout avouer à sa Juliette. Il enregistre donc sa déclaration à Juliette avec son magnétophone…
8. (60) Le malentendu • François, convalescent, appelle Juliette pour qu’elle vienne le voir. Cette dernière accepte de passer rapidement chez lui. Mais Salade, un des chiens de Hortense se glisse dans l’appartement avec elle. Au moment où François prend les mains de Juliette, Salade monte sur les épaules de François, qui tombe, inanimé, sur Juliette. Dans la rue, Hortense croise Hugo en bas de chez François. Ils montent tous les deux à l’appartement et surprennent Juliette et François en fâcheuse posture. Plus tard, Hugo pense que la relation entre Juliette et François est sérieuse. Il comprend qu’il a perdu l'amour de Juliette sans même écouter les explications de celle-ci, et lui annonce alors qu'il va déménager.
9. (61) Les vacances de Juliette • À la suite de l’incident chez lui, François décide de prendre du recul avec Juliette et essaye de soigner sa peur des chiens. En parallèle, après sa discussion avec Hugo, Juliette décide de changer d’air et de partir en vacances. De son côté, après avoir parlé avec Marc, Hugo reprend confiance en lui, et part retrouver Juliette. Sur son lieu de villégiature, Juliette rencontre Agathe, et s’en fait une nouvelle amie. Hugo, arrivé au même endroit, cherche Juliette, mais ils se croisent plusieurs fois sans se voir. Le soir, en surveillant l’hôtel où loge Juliette, Hugo se fait attraper par la police…
10. (62) Une étrange baignade • Les vacances de Juliette continuent. Elle change son programme et décide de s’arrêter dans un onsen. Hugo lui court toujours après. Plusieurs fois, Juliette croit voir et entendre Hugo, mais pense rêver. Le soir, sans le savoir, Hugo réserve une chambre dans le même hôtel que Juliette. Cette dernière décide d’aller prendre un bain dans la source chaude de l’hôtel tout en se remémorant sa dernière discussion avec Hugo. Ce dernier est aussi en train de se baigner dans la source. Au moment de quitter le bain, il voit Juliette et fait un malaise…
11. (63) Les cours particuliers • Pour retrouver Juliette lors de ses vacances, Hugo a dépensé tout son argent. Il décide donc de donner des cours particuliers. Clémentine le retrouve au jardin d’enfants et lui propose qu’elle soit son élève. Mais celui-ci refuse, prétextant que c’est uniquement pour le niveau primaire. Plus tard, Hugo reçoit un appel de son premier élève. Le soir venu, Grégory, un petit garçon, arrive à la pension des Mimosas, accompagné de... Clémentine ! Hugo flaire le piège mais Clémentine le rassure, en payant un mois d'avance. Plus tard, pour le premier cours particulier, Hugo attend Grégory. Mais c’est Clémentine qui arrive seule, ce qui énerve profondément Juliette.
12. (64) Tel est pris qui croyait prendre • Clémentine continue de prendre ses cours particuliers avec Hugo. Mais c'est en cachette de ses parents. Elle pense que Hugo n’est pas amoureux de Juliette et qu’il a même peur d’elle. Alors que travailler à la pension des Mimosas devient compliqué à cause des autres locataires, Clémentine propose à Hugo d’aller travailler chez elle, pour leur dernier cours. Et ce soir là, ses parents sont absents et ont prévu de rentrer tard. Mais, à la grande surprise de Clémentine, ses parents rentrent plus tôt que prévu…
13. (65) Hugo essaye de se débarrasser de Clémentine • En s’échappant de chez Clémentine, Hugo a oublié ses baskets. Cette dernière les lui ramène à la pension et les confie à Stéphane. Alors que Hugo pense que Clémentine a enfin abandonné, elle réapparait à la pension des Mimosas pour prendre des cours avec... Stéphane ! Hugo et Juliette décident de les espionner en passant par le trou dans le mur de la chambre, dans le placard de Stéphane. Plus tard, Hugo essaye d’éviter Clémentine à tout prix mais celle-ci n'abandonne pas…
14. (66) Le défi de Clémentine • Clémentine se tue au travail pour réussir ses contrôles. Ayant eu la meilleure note, elle va narguer Juliette à la pension. Au moment où Hugo arrive, elle tombe de fatigue dans ses bras. Plus tard, Clémentine continue de prendre des cours particuliers dans la chambre de Hugo. Mais ce dernier lui rétorque qu'il n'est plus son professeur. Au même moment, Juliette leur amène du thé et des gâteaux, et les deux filles se disputent en essayant d’attirer l’attention de Hugo. Clémentine veut faire avouer à Juliette qu’elle aime Hugo…
15. (67) Hugo cherche du travail • Hugo se met à chercher un travail et rêve de son avenir avec Juliette. De son côté, la grand-mère de Hugo arrive à Tokyo. Elle croise par hasard Clémentine, et lui demande de porter sa valise jusqu’à la pension des Mimosas. Pendant ce temps, Hugo croise Suzanne qui, elle, a trouvé un job. Après une journée infructueuse de recherches, Hugo rentre à la pension et fait croire aux autres qu’ils a des opportunités d’emploi…
16. (68) Baseball • Lors d’un pari au bar entre le tenancier, George, et un de ses amis, une partie de baseball est lancée. La grand-mère de Hugo forme une équipe, avec Hugo, François, Juliette et les autres pensionnaires des Mimosas. La partie est mal entamée pour l’équipe de Hugo. Ils arrivent à remonter au score mais Suzanne et Clémentine arrivent, ce qui déstabilise Hugo. François fait une bonne batte mais blesse un joueur adverse. François est obligé de changer d’équipe. Clémentine, puis Suzanne, rentrent alors dans l'équipe de Hugo…
17. (69) Une journée à la piscine • François propose à Juliette et à la grand-mère de Hugo d’aller à la piscine. Le lendemain, tous les pensionnaires des Mimosas les accompagnent. Mais Hugo et Marc travaillent à temps partiel, dans la même piscine, et Hugo ne leur a rien dit. Il profite de sa pause pour se baigner avec les autres. Torse nu, Hugo dévoile un suçon à la clavicule. Il dit que c’est Marc qui lui a fait ça, mais personne ne le croit…
18. (70) Les adieux à l'aïeule • La grand-mère de Hugo doit rentrer chez elle. Elle demande à Hugo d’aller acheter quelques cadeaux à ramener. L’après-midi, Hugo et Juliette font des courses ensemble pour la première fois. Hugo s’arrête devant un stand de bagues mais ne peut pas en acheter une. Ils rentrent à la pension. De son côté, excité par de la boisson sucrée, Maxime saute sur Juliette et lui accroche la robe. Hugo essaye de tirer le chien mais il arrache la robe de Juliette. Pendant la soirée d’adieux, Maxime fait des siennes. Le lendemain, jour du départ de sa grand-mère, Hugo est malade…
19. (71) Une soirée de Carnaval • Hugo reçoit deux kimonos en cadeau de la part de sa grand-mère : un pour lui et un pour Juliette. Ces derniers décident donc de participer au carnaval. Les autres pensionnaires les rejoignent. En parallèle, François a soigné sa peur des chiens et envoie une invitation à Juliette. Il retrouve celle-ci au carnaval. Tous les pensionnaires des Mimosas disent que Hugo et Juliette vont bien ensemble. Plus tard, Clémentine croise Hugo au carnaval, rencontre arrangée par Stéphane. François séduit ouvertement Juliette, ce qui énerve Hugo, car ce dernier n’a pas de travail. Mais Clémentine peut aider Hugo à lui trouver un emploi…
20. (72) Le porte-bonheur • Hugo pense avoir une chance de trouver un travail grâce à M. Bardin, le père de Clémentine, qui travaille dans un grand groupe. Mais alors qu'il avait bien accueilli Hugo le soir du carnaval, le lendemain matin, en partant au travail, M. Bardin change d'avis à propos de Hugo et refuse d’écouter sa fille. En essayant de trouver une solution, Clémentine va faire un vœu porte-bonheur pour Hugo. C’est un porte bonheur qui favorise une « naissance heureuse ». Alors que Hugo est sur le chemin de son rendez-vous avec M. Bardin, il voit une femme enceinte sur le point d’accoucher dans la rue…
21. (73) Le groupe sanguin • Après avoir raté son rendez-vous professionnel, Hugo se cloître dans sa chambre. Clémentine arrive à la pension alors que tous les pensionnaires essayent de parler à Hugo. Puis le père de Clémentine arrive pour ramener sa fille. La situation se clarifie, grâce au mari de la femme que Hugo a aidé, mais malgré cela, M. Bardin ne peut pas engager Hugo. Clémentine décide alors de ne pas quitter la pension tant que son père n’aura pas changé d’avis. Les parents de Clémentine font tout pour que Clémentine retourne chez elle, y compris jusqu’à demander le groupe sanguin de Hugo…
22. (74) Hugo prend ses responsabilités • Clémentine vit à la pension et se considère comme l’épouse de Hugo. En parallèle, les parents de Clémentine doivent trouver une solution pour faire rentrer leur fille à la maison familiale. De son côté, Hugo fait son CV pendant que Clémentine s’occupe de lui. Mais devant la situation qui dure, Hugo demande de parler à M. Bardin. Plus tard, le père de Clémentine vient à la pension, et en échange du retour de Clémentine, il donne une lettre de recommandation à Hugo pour lui permettre de trouver un travail dans une entreprise.
23. (75) La maladie d'amour • L’entreprise où travaille Hugo fait faillite. De son côté, l’oncle de François force celui-ci à aller voir Hortense, qui déprime car elle pense trop à François, qui la délaisse. Plus tard, Clémentine, furieuse, essaye d’influencer son père pour qu’il trouve un nouvel emploi à Hugo. En attendant, Hugo retourne travailler au jardin d’enfants. En parallèle, Hortense est encore plus amoureuse de François depuis qu’il n’a plus peur de ses chiens. Le soir, en rentrant, Hugo trouve Clémentine qui a fugué et s’est réfugiée à la pension. Elle s’installe de nouveau avec Hugo. Juliette est excédée !
24. (76) Les critiques de François • L’oncle de François fait venir ce dernier chez Hortense et lui annonce leurs fiançailles. Hortense avoue son amour à François mais celui-ci la rejette et rompt les fiançailles, lui révélant ses sentiments pour Juliette. Quelques jours plus tard, c’est la date anniversaire du décès de Maxime. Hugo va au cimetière et y surprend François. Alors que François conseille à Hugo de partir, les deux hommes doivent se cacher quand la famille de Juliette arrive. Celle-ci avoue enfin à sa famille qu’elle envisage de se remarier… mais se rétracte immédiatement quand elle surprend Hugo, caché derrière la tombe, et ensuite, quand François discute avec sa famille. 
Cette saison se termine avec des rivalités à l'extrême. D’abord entre Hugo et François : chacun pense que Juliette l’aime en retour et va se marier avec elle. Ensuite entre Juliette et Clémentine : cette dernière s’impose dans la vie de Hugo, ce qui énerve profondément Juliette. Mais Juliette se rend compte qu’elle pense souvent à Hugo et que ses sentiments pour lui sont bien plus forts qu'elle ne pensait. Il faut donc que Juliette ouvre enfin son cœur...

### Quatrième saison
1. (77) En toute conscience • Marc et Hugo cherchent un travail, mais ne trouvent rien. En parallèle, Clémentine pousse son père à bout, avec la complicité de sa mère, pour qu’il aide Hugo. Plus tard, le directeur du jardin d’enfants demande à Hugo s’il peut être responsable de la fête des enfants. Ses collègues suggèrent également qu’il pourrait passer son diplôme d’éducateur. Plus tard, le père de Clémentine arrive à la pension des Mimosas pour donner une lettre de recommandation à Hugo, en échange du retour de sa fille. Mais à la surprise générale, Hugo refuse la lettre !
2. (78) Le secret de Hugo • Marc obtient un emploi grâce à la lettre de recommandation que Hugo a refusé. Il devient salaryman. Ils fêtent ça et vont ensuite au Bunny cabaret (un bar à hôtesses) pour finir la soirée... Le lendemain, Monsieur Paul, le gérant du cabaret, débarque chez Marc et les embauche de force comme rabatteurs pour rembourser leurs dettes. Marc s’enfuit, laissant Hugo seul entre les mains de M. Paul. Plus tard, en allant au jardin d’enfants, Hugo est obligé de mentir à Juliette, puis à Clémentine, sur sa situation. Le soir, Hugo aborde les passants pour les faire rentrer dans le cabaret, mais il tombe sur Stéphane…
3. (79) Hugo fait la nounou • Au Bunny cabaret, une hôtesse, Lola, tente de séduire Stéphane. Plus tard, alors que Hugo annonce qu’il souhaite arrêter son job de rabatteur, la baby-sitter habituelle du cabaret est absente. Hugo donne un coup de main ponctuel et s’occupe des enfants des hôtesses. Le soir, en rentrant aux Mimosas, Juliette fait un lapsus et dit à Hugo qu’il fera un bon père. Quelques jours après, la grand-mère de Hugo appelle Juliette et lui demande de prendre soin de son petit-fils. Juliette lui prépare alors ses déjeuners. De son côté, Hugo perd son travail au jardin d’enfants, mais préfère ne rien dire à Juliette. En parallèle, Clémentine va voir Marc pour lui parler de Hugo, mais il lui remet un papier avec l’adresse du Bunny Cabaret…
4. (80) Cabaret • Hugo n'a toujours pas dit à Juliette qu’il travaillait dans un cabaret. Les trois autres pensionnaires, mis au courant par Clémentine, vont le voir presque tous les soirs au Bunny, pour boire gratuitement. De son côté, Juliette répond à une invitation de François. Sur un parking, ils surprennent Pauline, Stéphane, Charlotte et Hugo devant le cabaret. Juliette voit Hugo en uniforme de travail. Déçue, elle comprend alors qu’il lui a menti. Plus tard, une ancienne collègue du jardin d’enfants passe à la pension des Mimosas et apporte un document pour Hugo, pour l'aider à passer l’examen d’éducateur pour enfants…
5. (81) François voit rouge • La grand-mère de Hugo arrive à l’improviste et passe au cabaret. Le samedi matin, François passe chercher Juliette pour aller au tennis. Il dit clairement à Hugo que c'est lui qui se mariera avec Juliette. Plus tard, sur le court, on présente à François une nouvelle élève. C’est Hortense. François est décontenancé. En parallèle, au cabaret, Lola, une hôtesse (voir l'épisode 79) et mère célibataire, fait des avances à Hugo, car il ferait un bon père pour ses enfants. De son côté, le soir, François va voir les parents de Hortense pour clarifier la situation mais à sa grande surprise, les propres parents de François sont également présents. Il est piégé ! Le lendemain soir, au cabaret, Lola remet une lettre à Hugo…
6. (82) Lola s'en va • Hugo rentre le soir à la pension avec les enfants de Lola : Romain et Aurélie. Il explique la situation aux autres. Juliette se propose de les garder pendant que Hugo essaye de retrouver Lola. De son côté, François réussit à convaincre ses parents de rencontrer Juliette. Et la mère de Juliette est également d’accord pour arranger la rencontre. En parallèle, Hugo retrouve Lola, qui ne peut pas récupérer ses enfants tout de suite. Elle les confie à Hugo pendant une semaine et s’enfuit à nouveau. De leur côté, François et la mère de Juliette programment un déjeuner officiel…
7. (83) Le piège • Quelques jours plus tard, à la pension, Juliette attend ses parents pour aller au déjeuner de prévu. Mais à sa grande surprise, c’est François qui vient la chercher. Après être arrivés au restaurant, François et Juliette se rendent compte que le petit Romain, le fils de Lola, s’est glissé dans la voiture. Quand les parents de François arrivent à leur tour, Juliette se rend alors compte que c'est un piège. Elle appelle Hugo pour lui signaler la présence de Romain, mais également pour qu’il vienne la « sauver » de cette rencontre familiale arrangée. Pendant le déjeuner, on apprend que Juliette a maintenant 26 ans et François presque 30 ans. Peu après, Hugo arrive et récupère Romain. Il comprend que la situation risque de rapidement évoluer entre François et Juliette. Au moment où ces derniers partent en voiture, Hugo leur court après…
8. (84) Où Juliette a-t-elle passé la nuit ? • Le soir, le père de Juliette, furieux, arrive à la pension. Mais elle n’y est pas. Il décide d’aller à sa recherche. Hugo l’accompagne. Pendant ce temps, François a emmené Juliette dans un hôtel luxueux. Il lui sort le grand jeu mais Juliette est mal à l’aise, car François est insistant. Alors qu’il lui avoue son amour, elle fond en larmes. De leur côté, Hugo et le père de Juliette cherchent celle-ci toute la nuit, sans succès. Ils ne peuvent alors s’empêcher de penser qu’elle a passé la nuit avec François. Le lendemain, Juliette avoue à Hugo qu’il ne s’est rien passé. Peu après, Lola sort d'une des chambres de la pension…
9. (85) La bagarre • Après l’échec du repas arrangé de fiançailles entre François et Juliette, la famille de François organise les fiançailles entre François et Hortense. Cette dernière est comblée, mais François... n’est pas au courant ! Hortense va au cours de tennis et lui apprend la nouvelle. Catastrophé, François s’enfuit et réitère son refus d’un mariage auprès de son oncle, car il aime toujours Juliette. De son côté, Hugo décide d’aller s’expliquer directement avec François. Pour régler leurs différends, les deux hommes veulent se battre, mais ils sont poursuivis par un agent de sécurité. Ils finissent par boire des bières sur les marches d’un escalier…
10. (86) L'examen • À la suite de la beuverie nocturne avec François, Hugo revient un peu éméché. Juliette l’attend mais elle est très en colère contre lui et le gifle. De son côté, Hortense attend également François devant chez lui et lui annonce qu’elle rompra elle-même les fiançailles si François ne l’aime pas. Puis elle part en oubliant Salade. En remontant pour récupérer sa chienne, elle voit François, étalé sur le sol de son appartement. En l’aidant à se relever, ils s’écroulent tous les deux et s’embrassent par inadvertance. De son côté, Hugo retourne à la pension et annonce à tous qu’il préfère vivre ailleurs le temps de passer ses examens. Il s’installe au cabaret.
11. (87) Un heureux événement • Hortense a passé la nuit chez François, ce dernier étant saoul de sa beuverie nocturne avec Hugo. Peu de temps après, Hortense va voir François au court de tennis pour lui annoncer une grossesse. Mis en face de ses responsabilités, François accepte finalement le mariage avec Hortense, et renonce à Juliette. Hugo, mis au courant, comprend qu’il n’a alors plus de rival pour Juliette. Après la cérémonie de fiançailles de François et Hortense, cette dernière propose des prénoms bizarres pour les bébés, et avoue finalement que c’est Salade, sa chienne, qui est enceinte de McEnroe, le chien de François. Celui-ci rentre chez lui, désespéré que son chien ait scellé sa vie…
12. (88) Le sacrifice • Hugo vit toujours au cabaret et termine ses examens. Il croise François. Celui-ci avoue que Juliette ne l'a jamais aimé et encourage indirectement Hugo à tout faire pour conquérir enfin Juliette. Le soir, lors d’un dîner en famille, François se résigne à faire sa vie avec Hortense et dit « adieu » à Juliette dans la pensée. De son côté, Suzanne croise la route d’un vieil ami : Gontran. Celui-ci la demande en mariage. Indécise, elle décide d'aller voir Hugo. Plus tard, M. Paul discute avec Juliette et lui révèle que Hugo ne pense qu'à elle et qu'il aimerait retourner dans sa chambre, à la pension des Mimosas. Mais le soir, Suzanne embrasse Hugo... sous les yeux de Juliette !
13. (89) Le malentendu • Hugo quitte le cabaret et retourne enfin à la pension. L’accueil de Juliette est glacial. Hugo comprend que Juliette a peut-être vu le baiser entre Suzanne et lui. Plus tard, Suzanne et Hugo discutent. Elle lui annonce son futur mariage mais, par un malentendu, elle pense que Hugo veut aussi se marier avec elle. Plus tard, Juliette et Hugo ont une explication et Juliette finit par l'embrasser. Hugo est aux anges ! Tout va bien entre Juliette et Hugo. Le soir venu, ils font la fête au bar de Georges, quand Suzanne arrive et annonce qu’elle hésite à se marier avec Gontran, sachant que Hugo lui a demandé sa main. Furieuse, Juliette gifle Hugo et décide de quitter la pension définitivement.
14. (90) Une nouvelle responsable • Hugo explique la situation aux autres locataires qui le pressent d’aller retrouver Juliette. De son côté, Juliette s’est réfugiée chez ses parents. Hugo va la voir mais, très fâchée, elle le chasse. Pendant plusieurs jours, Hugo va sonner quotidiennement chez les parents de Juliette mais elle refuse de le voir. En parallèle, sans responsable, la pension des Mimosas devient vite invivable à cause du désordre créé par Pauline, Charlotte et Stéphane. De son côté, Juliette attend Hugo qui ne vient pas, car il a été désigné responsable de la pension. Peu après, le beau-père de Juliette l'appelle et lui annonce qu’il va la remplacer à la pension…
15. (91) Hugo et Charlotte • Juliette est toujours chez ses parents. Les autres locataires pensent que ce qui empêche Juliette de revenir, c’est le malentendu entre elle, Hugo et Suzanne. Charlotte élabore alors un plan : elle attire Hugo dans un Love Hotel. Il ne se passe rien entre eux, mais au moment où ils sortent, ils croisent Suzanne. Cette dernière, choquée, ne veut plus parler à Hugo. Peu après, Pauline va annoncer à Juliette que Suzanne et Hugo ont rompu et lui demande de revenir à la pension. Juliette accepte. Sur le chemin du retour, elle croise Suzanne. Les deux femmes discutent et Suzanne lui révèle qu'elle s'est trompée sur Hugo et que celui-ci a finalement choisi une autre femme : Charlotte !
16. (92) La déclaration d'amour • À la suite de la discussion avec Suzanne, Juliette ne rentre pas à la pension mais va au bar de Georges, où elle retrouve Charlotte. Celle-ci reconnait être allée à l’hôtel avec Hugo. Pauline et Hugo arrivent ensuite. Ce dernier essaye de s’expliquer mais Juliette ne veut rien entendre et s’enfuit. Hugo lui court après. Dans un parc, ils ont enfin une discussion et Hugo lui déclare qu’elle est la femme de sa vie et qu’il est amoureux d’elle depuis le premier jour. Sur ces entrefaites, Stéphane croise Suzanne dans le métro et clarifie le malentendu du Love hôtel. Eprouvée, Juliette rentre finalement à la pension. Pendant ce temps, Suzanne va voir Hugo au cabaret. Après leurs explications, Suzanne révèle qu’elle a accepté d’épouser Gontran. Hugo et Suzanne se séparent finalement en bons amis.
17. (93) Hugo trouve un emploi • Hugo est reçu à l’examen d’éducateur. Les locataires fêtent la bonne nouvelle à la pension. Charlotte assume la responsabilité de l’histoire du Love Hotel, puis elle met ensuite les pieds dans le plat et dit à Juliette qu’elle doit oublier Maxime et faire sa vie avec Hugo. Perdue, Juliette se réfugie dans sa loge. Le lendemain, Hugo passe un entretien dans un jardin d’enfants, mais la réponse est négative. Le soir même, Juliette se remémore ses souvenirs avec Maxime. Puis, Hugo enlace amoureusement Juliette et ils s’embrassent devant la neige qui tombe. Plus tard, l’ancien employeur de Hugo lui annonce finalement qu’il l’embauche.
18. (94) La demande en mariage • Juliette rend visite à ses parents et leur révèle qu’elle aime Hugo. Sa mère est enthousiasmée à l’idée du remariage de sa fille alors que son père, souffrant, ne veut pas en entendre parler. De son côté, Hugo ne sait pas comment demander la main de Juliette. Plus tard, le père de Juliette, très remonté contre Hugo, va le voir au cabaret, mais malade, il s'effondre. Plus tard, tout le monde fête le départ de Hugo et son futur mariage, mais l’ambiance est morose. Les enfants sont tristes et le père de Juliette est toujours en colère. Juliette décide de ramener son père. Dans la rue, alors que Hugo porte le père de Juliette sur ses épaules, il fait enfin sa demande en mariage…
19. (95) La bague de fiançailles • François se marie avec Hortense, à l'église, en costumes occidentaux. De son côté, Hugo veut présenter Juliette à ses parents, à Nigata. Les parents de Hugo accueillent Juliette avec plaisir. Juliette aide les parents au restaurant, pendant que la grand-mère donne de l’argent à Hugo pour le mariage. Plus tard, Hugo fait des livraisons pendant que la grand-mère donne sa bague de fiançailles à Juliette. Le soir, Stéphane, Pauline et Charlotte arrivent chez les parents de Hugo, sur invitation de la grand-mère, et tout le monde fait la fête. Le lendemain, Juliette découvre l'ancienne chambre d’enfant de Hugo.
20. (96) La pension des mimosas, « un paradis » • Juliette et Hugo décident de s’installer ensemble dans la loge de Juliette. Hugo fait ses cartons. De son côté, Juliette retrouve d'anciennes affaires de Maxime. Elle décide de se rendre une dernière fois sur la tombe de Maxime, mais elle surprend Hugo devant. Ils s’avouent alors leur amour mutuel. Une semaine plus tard, tout le monde est réuni pour le mariage de Hugo et Juliette. Les mariés sont habillés en costumes traditionnels japonais. Plus tard, la fête est organisée au bar de Georges. François arrive avec Hortense, qui est enceinte. Tous les amis et la famille sont présents pour fêter le bonheur des mariés. Le lendemain, Hugo et Juliette partent en lune de miel. Plusieurs mois après, tous les protagonistes font le bilan. Georges et Charlotte se sont mariés. Suzanne est heureuse, et Clémentine, devenue étudiante, n'arrive pas à oublier Hugo. Enfin, Juliette et Hugo arrivent en taxi à la pension des Mimosas, et présentent Déborah, leur fille.   
Le dernier épisode conclut des années de péripéties et de rebondissements à la pension des Mimosas. Tous les personnages importants ont avancé dans la vie. La série se termine sur le mariage tant attendu de Hugo et Juliette. Cette dernière a enfin réussi à accepter l’amour de Hugo et à démarrer une nouvelle existence auprès de lui.

## Adaptations au cinéma et à la télévision
- 1986 : Maison Ikkoku (Toki wo Koeru Omoi), film japonais réalisé par Shinichiro Sawai, avec Mariko Ishihara et Ken Ishiguro[2].
- 2007 : Maison Ikkoku, téléfilm japonais avec Ito Misaki et Taiki Nakabayashi, diffusé sur la chaîne TV Asahi.

Il existe également un dessin animé créé pour le cinéma, diffusé au Japon quelques mois après la fin de la diffusion télévisée de la série animée.

## Produits dérivés

### DVD
Afin de satisfaire et réconcilier les fans avec la série, AB Groupe a confié la charge de préparer une édition collector de DVD de qualité à un nouveau studio. Dans le but d'offrir une image remastérisée en interne, le son en version originale (VO) remastérisé et la version française (VF) restaurée en interne, un choix de lecture avec ou sans génériques en VO/VF (le son du générique VF a été retrouvé en numérique et en stéréo dans son format TV original) et ainsi que les teasers qui sont en version originale sous-titrée français lors de la lecture VF pour une version intégrale non-censurée.
AB a sorti cinq coffret DVD : 
1. Coffret DVD collector Vol.1 de 24 épisodes (1 à 24) répartis sur 4 DVD est sorti le 7 mai 2009 ;
2. Coffret DVD collector Vol.2 de 16 épisodes (25 à 40) répartis sur 4 DVD est sorti le 14 octobre 2010[3] ;
3. Coffret DVD collector Vol.3 de 16 épisodes (41 à 56) répartis sur 4 DVD est sorti le 16 février 2012[4] ;
4. Coffret DVD collector Vol.4 de 20 épisodes (57 à 76) répartis sur 4 DVD est sorti le 2 juillet 2012[5] ;
5. Coffret DVD collector Vol.5 de 20 épisodes (76 à 96) répartis sur 4 DVD est sorti le 2 juillet 2012[6].